# Nico Schulz
Nico Schulz (sinh 1 /4/ 1993) là hậu vệ cánh/ tiền vệ phòng ngự người Đức hiện đang chơi cho Borussia Dortmund.

## Thống kê sự nghiệp

### Câu lạc bộ
Tính đến 3 tháng 10 năm 2020.
| Câu lạc bộ                         | Mùa giải                           | Bundesliga                         | Bundesliga | Bundesliga | DFB-Pokal | DFB-Pokal | Châu Âu | Châu Âu | Tổng cộng | Tổng cộng |
| Câu lạc bộ                         | Mùa giải                           | Division                           | Apps       | Goals      | Apps      | Goals     | Apps    | Goals   | Apps      | Goals     |
| ---------------------------------- | ---------------------------------- | ---------------------------------- | ---------- | ---------- | --------- | --------- | ------- | ------- | --------- | --------- |
| Hertha BSC                         | 2010–11                            | 2. Bundesliga                      | 21         | 0          | 2         | 0         | —       | —       | 23        | 0         |
| Hertha BSC                         | 2012–13                            | 2. Bundesliga                      | 20         | 1          | 0         | 0         | —       | —       | 20        | 1         |
| Hertha BSC                         | 2013–14                            | Bundesliga                         | 23         | 0          | 1         | 0         | —       | —       | 24        | 0         |
| Hertha BSC                         | 2014–15                            | Bundesliga                         | 28         | 1          | 1         | 0         | —       | —       | 29        | 1         |
| Hertha BSC                         | 2015–16                            | Bundesliga                         | 1          | 0          | 1         | 0         | —       | —       | 2         | 0         |
| Tổng cộng Hertha BSC               | Tổng cộng Hertha BSC               | Tổng cộng Hertha BSC               | 93         | 2          | 5         | 0         | —       | —       | 98        | 2         |
| Hertha BSC II                      | 2010–11                            | Regionalliga Nord                  | 8          | 0          | —         | —         | —       | —       | 8         | 0         |
| Hertha BSC II                      | 2011–12                            | Regionalliga Nord                  | 14         | 0          | —         | —         | —       | —       | 14        | 0         |
| Hertha BSC II                      | 2012–13                            | Regionalliga Nordost               | 1          | 0          | —         | —         | —       | —       | 1         | 0         |
| Hertha BSC II                      | 2013–14                            | Regionalliga Nordost               | 1          | 0          | —         | —         | —       | —       | 1         | 0         |
| Tổng cộng Hertha BSC II            | Tổng cộng Hertha BSC II            | Tổng cộng Hertha BSC II            | 24         | 0          | —         | —         | —       | —       | 24        | 0         |
| Borussia Mönchengladbach           | 2015–16                            | Bundesliga                         | 1          | 0          | 0         | 0         | 1       | 0       | 2         | 0         |
| Borussia Mönchengladbach           | 2016–17                            | Bundesliga                         | 12         | 1          | 1         | 0         | 3       | 0       | 16        | 1         |
| Tổng cộng Borussia Mönchengladbach | Tổng cộng Borussia Mönchengladbach | Tổng cộng Borussia Mönchengladbach | 13         | 1          | 1         | 0         | 4       | 0       | 18        | 1         |
| Borussia Mönchengladbach II        | 2016–17                            | Regionalliga West                  | 2          | 0          | —         | —         | —       | —       | 2         | 0         |
| 1899 Hoffenheim                    | 2017–18                            | Bundesliga                         | 27         | 1          | 2         | 0         | 5       | 1       | 34        | 2         |
| 1899 Hoffenheim                    | 2018–19                            | Bundesliga                         | 30         | 1          | 2         | 1         | 5       | 0       | 37        | 2         |
| Tổng cộng 1899 Hoffenheim          | Tổng cộng 1899 Hoffenheim          | Tổng cộng 1899 Hoffenheim          | 57         | 2          | 4         | 1         | 10      | 1       | 71        | 4         |
| Borussia Dortmund                  | 2019–20                            | Bundesliga                         | 11         | 1          | 3         | 0         | 3       | 0       | 18        | 1         |
| Borussia Dortmund                  | 2020–21                            | Bundesliga                         | 1          | 0          | 0         | 0         | 0       | 0       | 2         | 0         |
| Tổng cộng Borussia Dortmund        | Tổng cộng Borussia Dortmund        | Tổng cộng Borussia Dortmund        | 12         | 1          | 3         | 0         | 3       | 0       | 20        | 1         |
| Tổng cộng sự nghiệp                | Tổng cộng sự nghiệp                | Tổng cộng sự nghiệp                | 201        | 6          | 13        | 1         | 17      | 1       | 233       | 8         |

### Quốc tế
Tính đến 11 tháng 11 năm 2020
| Đức       | Đức  | Đức |
| Năm       | Trận | Bàn |
| --------- | ---- | --- |
| 2018      | 4    | 1   |
| 2019      | 6    | 1   |
| 2020      | 2    | 0   |
| Tổng cộng | 12   | 2   |

### Bàn thắng quốc tế
Tính đến 24 tháng 3 năm 2019. Bàn thắng và kết quả của Đức được để trước.
| # | Ngày                | Địa điểm                              | Đối thủ | Bàn thắng | Kết quả | Giải đấu            |
| - | ------------------- | ------------------------------------- | ------- | --------- | ------- | ------------------- |
| 1 | 9 tháng 9 năm 2018  | Rhein-Neckar-Arena, Sinsheim, Đức     | Perú    | 2–1       | 2–1     | Giao hữu            |
| 2 | 24 tháng 3 năm 2019 | Johan Cruyff Arena, Amsterdam, Hà Lan | Hà Lan  | 3–2       | 3–2     | Vòng loại Euro 2020 |

## Danh hiệu

### Câu lạc bộ
Hertha
- 2. Bundesliga: 2010–11